# Baia di Smeaton
La baia di Smeaton (Smeaton Bay) si trova nell'Arcipelago di Alessandro Arcipelago Alexander) nell'Alaska sud-orientale (Stati Uniti d'America). In particolare si trova più o meno al centro del Misty Fjords National Monument.

## Etimologia
Il nome alla baia fu dato nel 1879 da W.H.Dall (impiegato della United States National Geodetic Survey (US Coast and Geodetic Survey (USC&GS)) in ricordo dell'ingegnere inglese che ricostruì il faro di Eddystone vicino a Plymouth, in Inghilterra nel 1759, dopo la sua distruzione da parte di un incendio nel 1755.

## Dati fisici
La baia fa parte del canale di Behm (Behm Canal). L'imboccatura si trova di fronte all'isola di Smeaton (Smeaton Island) e si sviluppa verso est. Dopo circa 11 chilometri si divide in due bracci di mare: Wilson Arm verso nord (lungo circa 9 chilometri) e Bakewell Arm verso sud (lungo circa 4,5 chilometri).

### Isole della baia
Nella baia è presente solamente l'isola di Carp (Carp Island) 55°17′55″N 130°53′07″W - L'isola, con una elevazione di 3 metri e una lunghezza di circa 400 metri, si trova all'entrata del canale.

### Baie e altre masse d'acqua
Nella baia sono presenti le seguenti principali insenature:
- baia di Wilson (Wilson Arm)[5] 55°21′09″N 130°39′06″W - Il braccio di mare è lungo 9 chilometri
- baia di Bakewell (Bakewell Arm)[6] 55°18′19″N 130°39′48″W - Il braccio di mare è lungo 4,5 chilometri

### Promontori della baia
Nella baia sono presenti i seguenti promontori:
- promontorio Trollop (Point Trollop)[7] 55°18′53″N 132°52′12″W - Il promontorio, con una elevazione di 7 metri, si trova all'entrata nord della baia.
- promontorio Short (Short Point)[8] 55°17′37″N 132°52′08″W - Il promontorio, con una elevazione di 20 metri, si trova appena entrati nella baia.
- promontorio Nelson (Point Nelson)[9] 55°18′01″N 132°55′32″W - Il promontorio, con una elevazione di 25 metri, si trova all'entrata sud della baia.

### Fiumi
Nella baia si immettono i seguenti fiumi:
- fiume Carp (Carp Creek)[10] 55°17′28″N 130°52′39″W - Il fiume, lungo circa 9 chilometri, sfocia di fronte all'isola di Carp (Carp Island).
- fiume Skull (Skull Creek)[11] 55°17′18″N 130°51′05″W - Il fiume è parallelo più o meno al fiume Carp (Carp Creek) a circa 1,5 chilometri più ad est.
- fiume Tunnel (Tunnel Creek) 55°22′32″N 130°36′24″W - Il fiume alimenta la baia di Wilson (Wilson Arm).
- fiume Blossom (Blossom River)[12] 55°24′12″N 130°36′26″W - Il fiume, lungo 32 chilometri, si immette nel braccio di mare Wilson (Wilson Arm) insieme al fiume Wilson (Wilson River).
- fiume Wilson (Wilson River)[13] 55°23′45″N 130°36′32″W - Il fiume, lungo 32 chilometri, si immette nel braccio di mare Wilson (Wilson Arm) insieme al fiume Blossom (Blossom River).
- fiume Bartholomew (Bartholomew Creek)[14] 55°18′36″N 130°47′06″W - Il fiume, lungo 8,8 chilometri, si immette a metà baia sul lato nord.

## Turismo
Le varie aree della baia possono essere raggiunte da Ketchikan o in aereo (idrovolanti) o tramite crociere organizzate su catamarani in giornata.

## Alcune immagini della baia

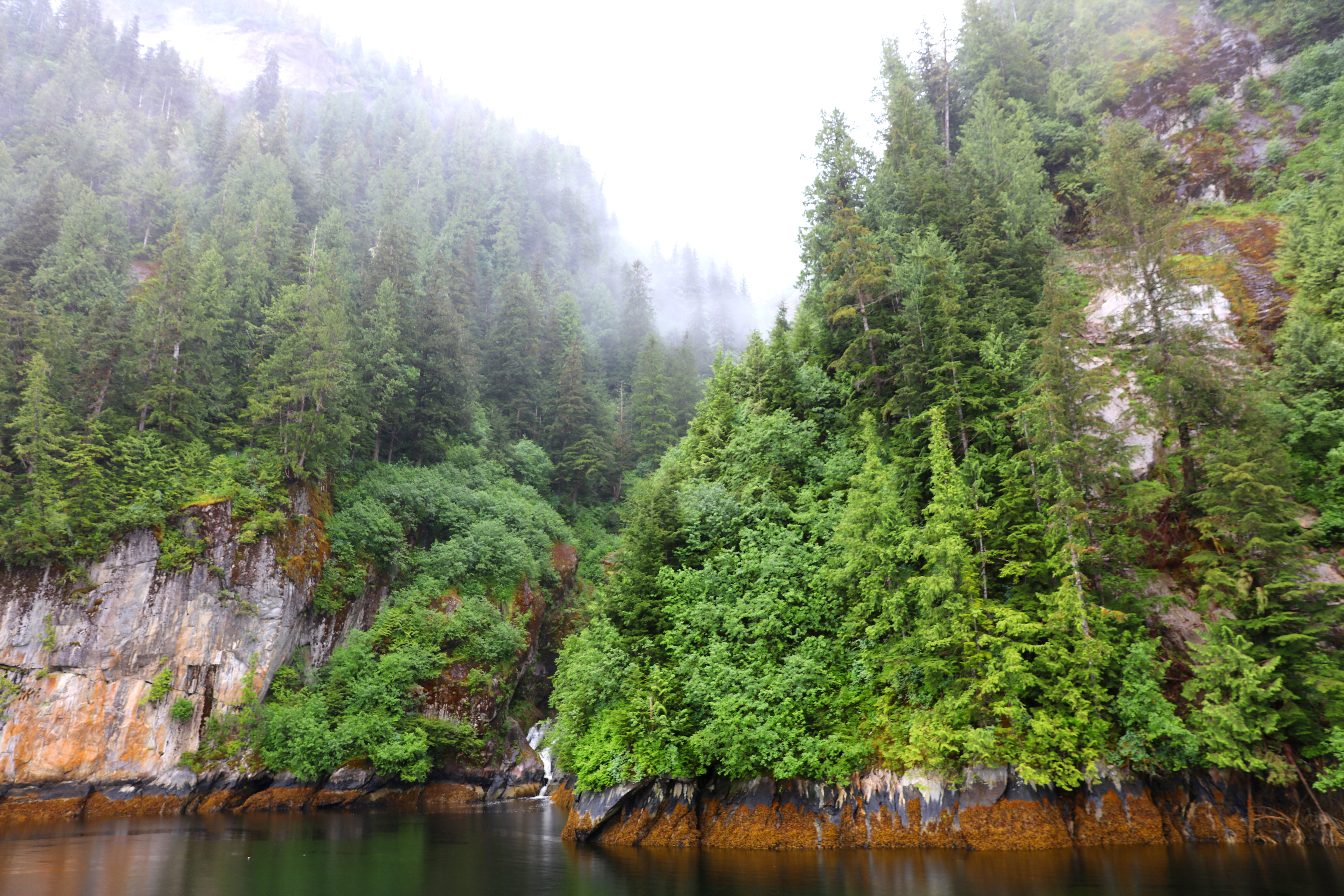
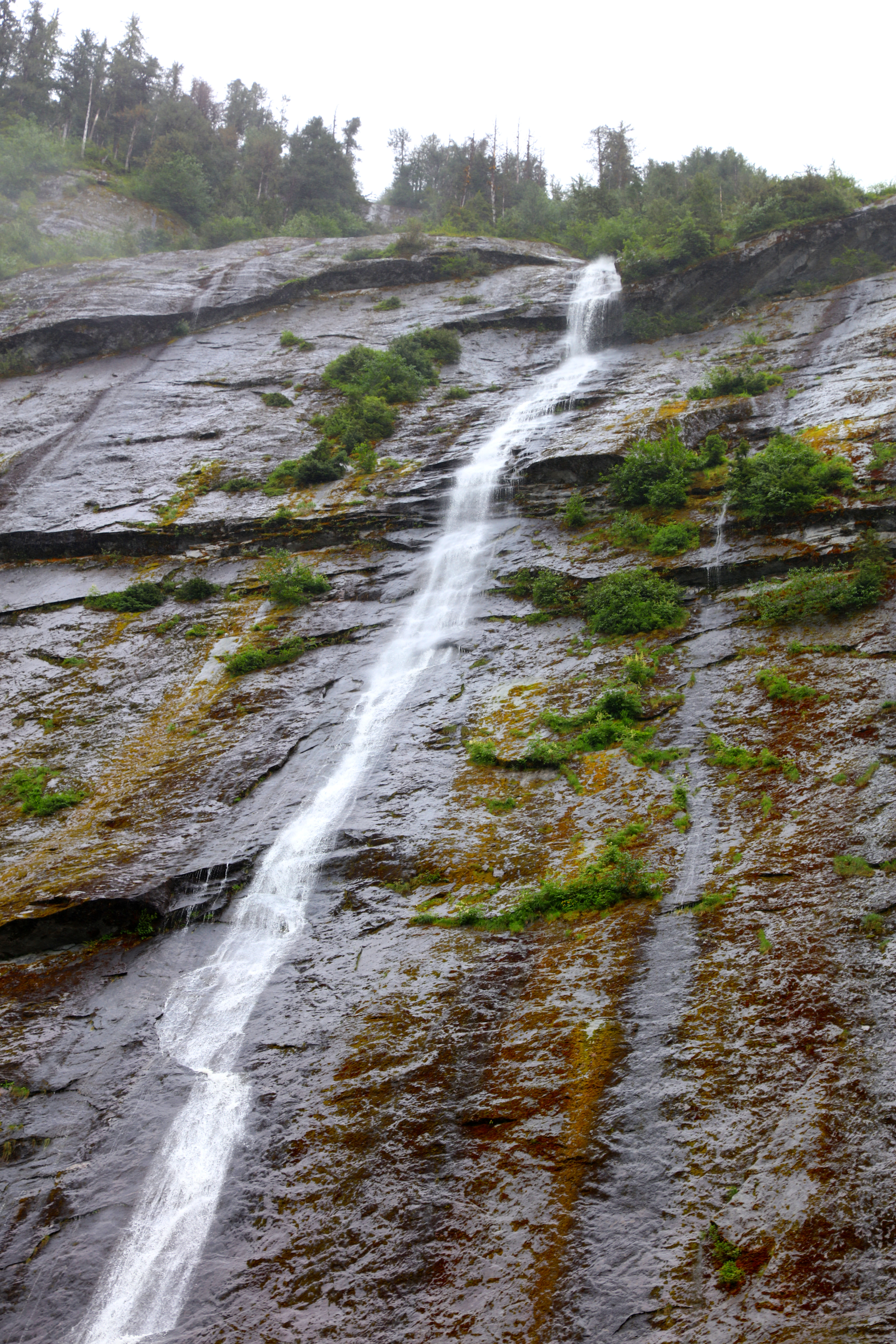
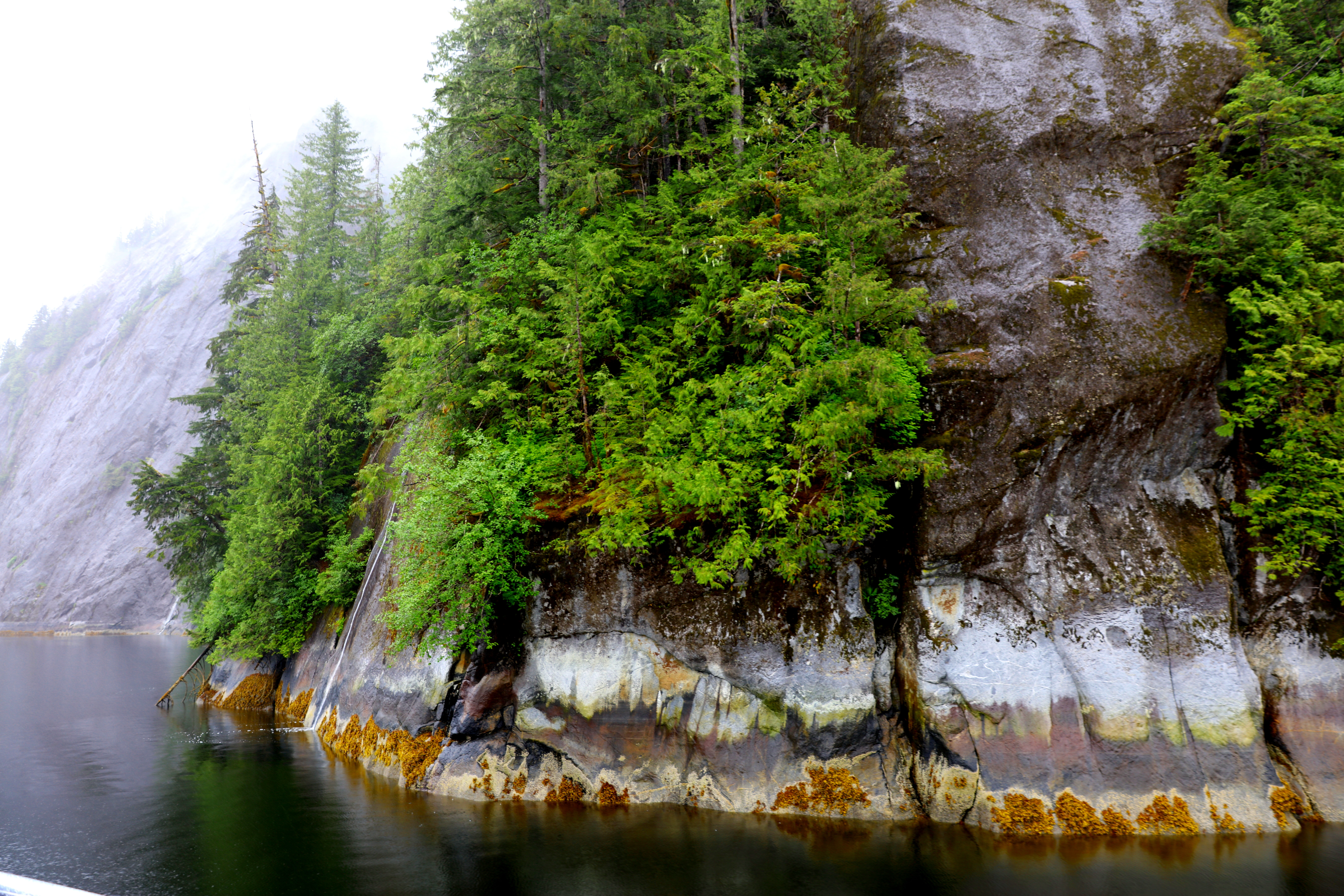
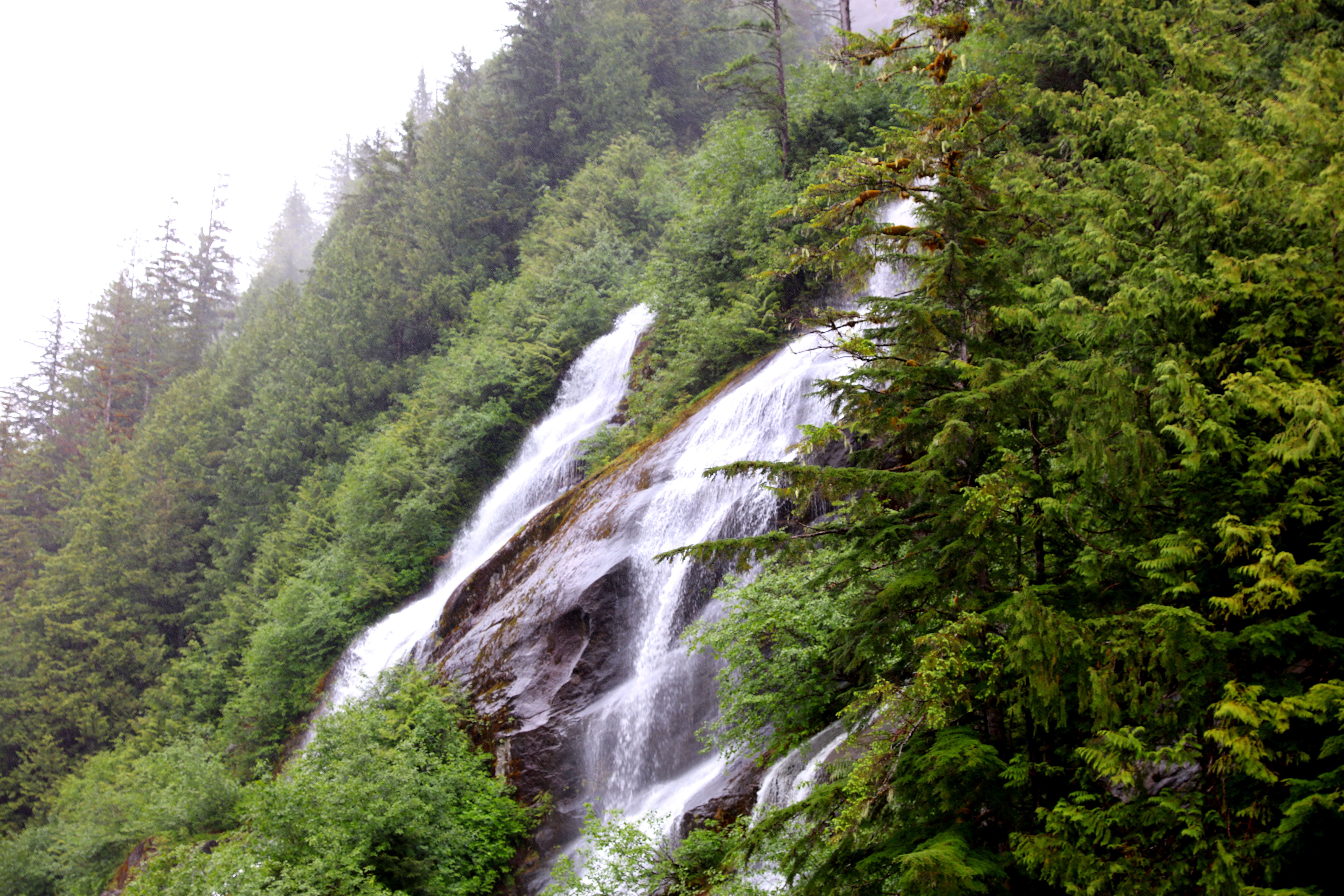
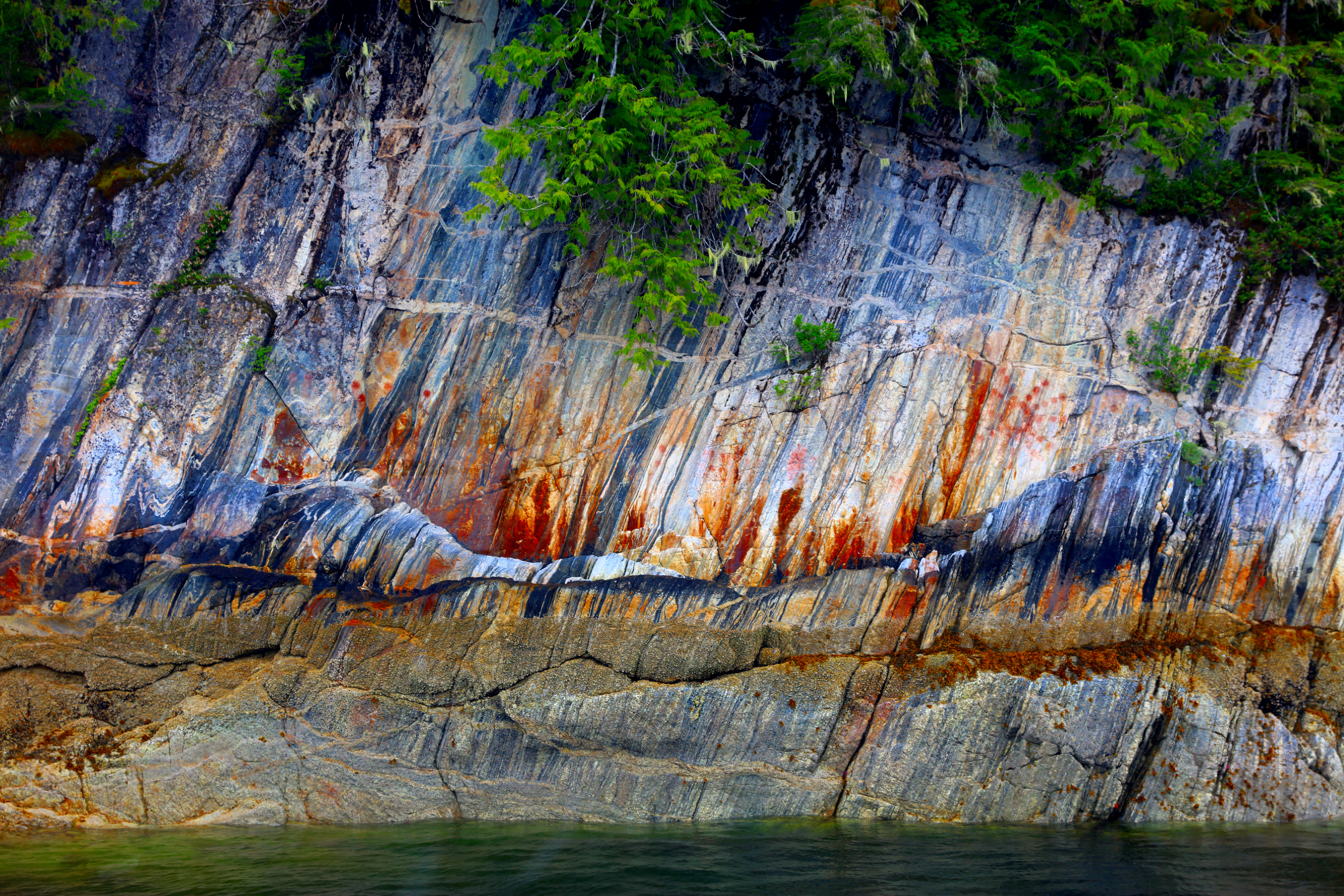